# Uitnodiging tot betaling
Het begrip uitnodiging tot betaling is de (verhullende) wettelijke terminologie die wordt gebruikt voor de aanduiding van een belastingaanslag die wordt opgelegd vanwege verschuldigde rechten bij invoer en nationale heffingen bij invoer. Deze belastingen zijn in Nederland onder meer verschuldigd bij het in het vrije verkeer brengen van niet-Uniegoederen goederen op de Nederlandse markt.

## Wettelijke grondslag
Artikel 217 - 221 van het Communautair Douanewetboek (CDW), in verbinding met artikel 22a van de Algemene wet inzake rijksbelastingen (AWR)